# Amblyornis inornata
Amblyornis inornata là một loài chim trong họ Ptilonorhynchidae.

## Hình ảnh

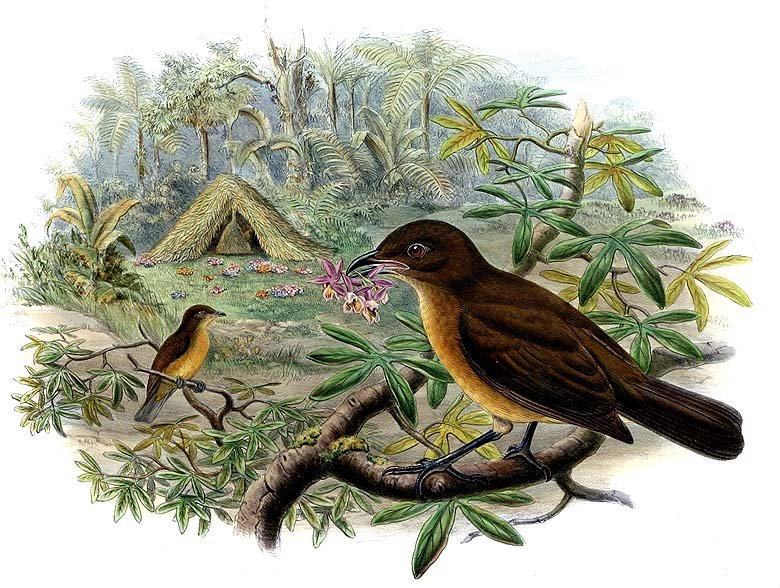
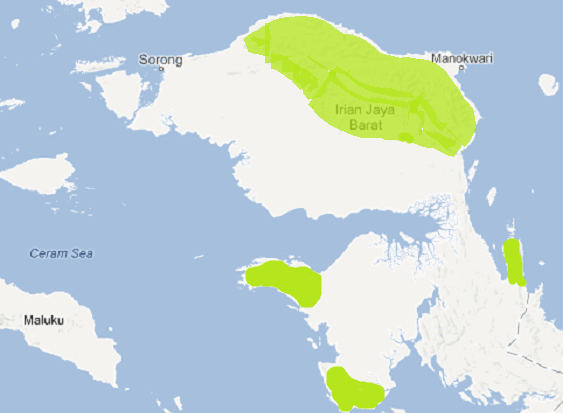